# Liste der Baudenkmale in Bülstedt
In der Liste der Baudenkmale in Bülstedt sind alle Baudenkmale der niedersächsischen Gemeinde Bülstedt aufgelistet. Die Quelle der Baudenkmale ist der Denkmalatlas Niedersachsen. Der Stand der Liste ist der 21. Oktober 2020.

## Allgemein
In den Spalten befinden sich folgende Informationen:
- Lage: die Adresse des Baudenkmales und die geographischen Koordinaten. Kartenansicht, um Koordinaten zu setzen. In der Kartenansicht sind Baudenkmale ohne Koordinaten mit einem roten Marker dargestellt und können in der Karte gesetzt werden. Baudenkmale ohne Bild sind mit einem blauen Marker gekennzeichnet, Baudenkmale mit Bild mit einem grünen Marker.
- Bezeichnung: Bezeichnung des Baudenkmales
- Beschreibung: die Beschreibung des Baudenkmales. Unter § 3 Abs. 2 NDSchG werden Einzeldenkmale und unter § 3 Abs. 3 NDSchG Gruppen baulicher Anlagen und deren Bestandteile ausgewiesen.
- ID: die Objekt-ID des Baudenkmales
- Bild: ein Bild des Baudenkmales, ggf. zusätzlich mit einem Link zu weiteren Fotos des Baudenkmals im Medienarchiv Wikimedia Commons. Wenn man auf das Kamerasymbol klickt, können Fotos zu Baudenkmalen aus dieser Liste hochgeladen werden:

## Bülstedt

### Gruppe: Bülstedter Mühle
Die Gruppe „Bülstedter Mühle“ besteht aus der Mühle, dem Stauwehr, dem Mühlenteich und dem Müllerhaus. Sie hat die ID 31019070.

| Lage                                     | Bezeichnung              | Beschreibung | ID       | Bild |
| ---------------------------------------- | ------------------------ | --- | -------- | ---- |
| Dorfstraße 26 53° 12′ 57″ N, 9° 8′ 59″ O | Wohn-/Wirtschaftsgebäude | Das Zweiständer-Hallenhaus wurde um 1800 unter einem reetgedeckten Halbwalmdach errichtet. Der Wirtschaftsgiebel wurde 1892 erneuert. An den Wohnteil erfolgte später ein Anbau. | 31015414 | BW   |
| Dorfstraße 26 53° 12′ 58″ N, 9° 8′ 59″ O | Mühle                    | 1890 wurde die zweigeschossige massive Wassermühle unter einem Satteldach errichtet. Die bauzeitliche Mühleneinrichtung ist erhalten.                                            | 31015393 | BW   |
| Dorfstraße 26 53° 12′ 56″ N, 9° 9′ 1″ O  | Mühlenteich              | Der Mühlenteich ist durch die Aufstauung des Bülstedter Mühlenbachs entstanden und dient der Mühle als Wasserreservoir.                                                          | 31015494 | BW   |

## Steinfeld

### Gruppe: Hofanlage Große Straße 14 (alt 10)
Die Gruppe „Hofanlage Große Straße 14 (alt 10)“ hat die ID 31019084.

| Lage                                        | Bezeichnung              | Beschreibung | ID       | Bild |
| ------------------------------------------- | ------------------------ | --- | -------- | ---- |
| Große Straße 14 53° 13′ 16″ N, 9° 12′ 19″ O | Wohn-/Wirtschaftsgebäude | Zweiständer-Hallenhaus von 1834 in Fachwerk mit ziegelgedecktem Krüppelwalmdach; massiver Backsteinanbau von um 1930 | 31015447 |      |
| Große Straße 14 53° 13′ 15″ N, 9° 12′ 19″ O | Scheune/Stall            | Verbohlte Ankerbalkenkonstruktion des frühen 19. Jahrhunderts mit angebautem Stall in Backsteinmauerwerk             | 31015473 |      |